# 楓長吻蚜
楓長吻蚜（学名：Stomaphis yanonis）为大蚜科長吻大蚜屬下的一个种。